# John Hamilton (1714-1755)
John Hamilton (2 marzo 1714 – Portsmouth, 18 dicembre 1755) è stato un ufficiale della marina britannica.

## Biografia
Era il secondo figlio di James Hamilton, VII conte di Abercorn e di sua moglie Anne Plumer.
Hamilton scelse di arruolarsi nella Royal Navy. Nel 1741 venne promosso al grado di capitano. Nel 1742, gli fu affidato il comando della HMS Kinsale. Prese poi il comando della HMS Augusta nel 1744.

## Matrimonio
Nel 1749, sposò Harriet Hamilton Eliot, la figlia di James Craggs e vedova di Richard Eliot di Port Eliot. La coppia ebbe due figli:
- John Hamilton, I marchese di Abercorn (1756 - 1818);
- Lady Anne Hamilton (c. 1751 - 4 novembre 1764).

## Morte
Rimase in servizio attivo per alcuni anni dopo la fine della guerra nel 1748. Fu richiamato in servizio come comandante della HMS Lancaster, e accidentalmente annegò mentre era nel porto di Portsmouth.

## Ascendenza
|                                       |             |                                         | Genitori                           |  |  | Nonni |  |  | Bisnonni       |  |  | Trisnonni                                |  |
|                                       |             |                                         |                                    |  |  |       |  |  | James Hamilton |  |  | George Hamilton, I baronetto di Donalong |  |
|                                       |             |                                         |                                    |  |  |       |  |  | James Hamilton |  |  | George Hamilton, I baronetto di Donalong |  |
|                                       |             | lady Mary Butler                        |                                    |  |  |       |  |  | James Hamilton |  |  |                                          |  |
| James Hamilton, VI conte di Abercorn  |             |                                         |                                    |  |  |       |  |  | James Hamilton |  |  |                                          |  |
|                                       |             | Elizabeth Colepeper                     | John Colepeper, I barone Colepeper |  |  |       |  |  |                |  |  |                                          |  |
|                                       |             | Elizabeth Colepeper                     | John Colepeper, I barone Colepeper |  |  |       |  |  |                |  |  |                                          |  |
|                                       |             | Elizabeth Colepeper                     | Judith Colepepper                  |  |  |       |  |  |                |  |  |                                          |  |
| James Hamilton, VII conte di Abercorn |             | Elizabeth Colepeper                     |                                    |  |  |       |  |  |                |  |  |                                          |  |
|                                       |             | sir Robert Reading, I baronetto Reading | …                                  |  |  |       |  |  |                |  |  |                                          |  |
|                                       |             | sir Robert Reading, I baronetto Reading | …                                  |  |  |       |  |  |                |  |  |                                          |  |
|                                       |             | sir Robert Reading, I baronetto Reading | …                                  |  |  |       |  |  |                |  |  |                                          |  |
| Elizabeth Reading                     |             | sir Robert Reading, I baronetto Reading |                                    |  |  |       |  |  |                |  |  |                                          |  |
|                                       |             | Jane Hannay                             | sir Robert Hannay, I baronetto     |  |  |       |  |  |                |  |  |                                          |  |
|                                       |             | Jane Hannay                             | sir Robert Hannay, I baronetto     |  |  |       |  |  |                |  |  |                                          |  |
|                                       |             | Jane Hannay                             | Jane Stewart                       |  |  |       |  |  |                |  |  |                                          |  |
| lord John Hamilton                    |             | Jane Hannay                             |                                    |  |  |       |  |  |                |  |  |                                          |  |
|                                       | John Plumer | John Plumer                             |                                    |  |  |       |  |  |                |  |  |                                          |  |
|                                       | John Plumer | John Plumer                             |                                    |  |  |       |  |  |                |  |  |                                          |  |
|                                       | John Plumer | Audrey Page                             |                                    |  |  |       |  |  |                |  |  |                                          |  |
| John Plumer                           | John Plumer |                                         |                                    |  |  |       |  |  |                |  |  |                                          |  |
|                                       |             | Anne Gerard                             | Philip Gerard                      |  |  |       |  |  |                |  |  |                                          |  |
|                                       |             | Anne Gerard                             | Philip Gerard                      |  |  |       |  |  |                |  |  |                                          |  |
|                                       |             | Anne Gerard                             | Frances Page                       |  |  |       |  |  |                |  |  |                                          |  |
| Anne Plumer                           |             | Anne Gerard                             |                                    |  |  |       |  |  |                |  |  |                                          |  |
|                                       |             | William Hale                            | Rowland Hale                       |  |  |       |  |  |                |  |  |                                          |  |
|                                       |             | William Hale                            | Rowland Hale                       |  |  |       |  |  |                |  |  |                                          |  |
|                                       |             | William Hale                            | Elizabeth Garraway                 |  |  |       |  |  |                |  |  |                                          |  |
| Mary Hale                             |             | William Hale                            |                                    |  |  |       |  |  |                |  |  |                                          |  |
|                                       |             | Mary Elwes                              | Jeremiah Elwes                     |  |  |       |  |  |                |  |  |                                          |  |
|                                       |             | Mary Elwes                              | Jeremiah Elwes                     |  |  |       |  |  |                |  |  |                                          |  |
|                                       |             | Mary Elwes                              | Mary Morley                        |  |  |       |  |  |                |  |  |                                          |  |
|                                       |             | Mary Elwes                              |                                    |  |  |       |  |  |                |  |  |                                          |  |